# 685
685 (DCLXXXV) fue un año común comenzado en domingo del calendario juliano, en vigor en aquella fecha.

## Acontecimientos
- Abd al-Malik se convierte en califa.
- Juan V sucede a Benedicto II como papa.

## Nacimientos
- León III, emperador bizantino.

## Fallecimientos
- 7 de mayo: Benedicto II, papa.